# Österbotten (historisk landskab)
 For alternative betydninger, se Österbotten. (Se også artikler, som begynder med Österbotten)
Østerbotten (svensk: Österbotten, finsk: Pohjanmaa, latin: Botnia orientalis) er et historisk landskab i Finland mellem 1634 og 1775.
Landskabet var 122.188 km² stort hvilket svarer til 36 % af Finlands daværende areal. Det historiske landskab Østerbotten omfattede hovedparten af de nuværende landskaber Österbotten, Södra Österbotten, Mellersta Österbotten, Norra Österbotten, Kajanaland samt den sydlige del af finsk Lappland. Østerbotten blev et selvstændigt län i 1634, men opdeltes i 1775 i Vasa län og Uleåborg län. En mindre del af landskabet (Salla-området) blev afstået til Sovjetunionen efter Anden Verdenskrig.
Større byer er Vasa, Seinäjoki, Karleby, Jakobstad, Kajana, Uleåborg, Kemi og Rovaniemi.

## Østerbottens våbenskjold
Siden Johan 3.s tid bærer landskabet et våbenskjold bestående af seks sølvhermeliner i blåt felt med en krone. Våbnet gengives i skiftende former i flere af de nuværende finske landskabsvåbner. 